# Cotarones
Cotarones (llamada oficialmente Santiago de Cotarós) es una parroquia y un lugar del municipio español de Puebla de Trives, en la provincia de Orense, Galicia.

## Toponimia
La parroquia también es conocida por el nombre de Santiago de Cotarones.

## Organización territorial
La parroquia está formada por una entidad de población:
- Cotarones (Cotarós)

## Demografía
Gráfica demográfica del lugar y parroquia de Cotarones según el INE español:
| Gráfica de evolución demográfica de Cotarones entre 2000 y 2023 |
|                                                                 |
| Datos según el nomenclátor publicado por el INE.                |